# Violència ultradretana en la transició espanyola
La violència ultradretana en la transició espanyola va estar constituïda per una sèrie de grupuscles i accions de violència política d'extrema dreta neofeixista que es van desenvolupar a Espanya entre la mort del general Franco (1975) i principis de la dècada de 1980. Van operar sota diversos noms com l'Alianza Apostólica Anticomunista (AAA o «Triple A»), Antiterrorismo ETA (ATE), Grupos Armados Españoles (GAE), Guerrilleros de Cristo Rey, Batallón Vasco Español (BVE) i altres de menor ressonància, com els Comandos Antimarxistas o Milícia Catalana en el cas de Catalunya, essencialment dedicats a la violència rondaire contra persones d'idees contràries. En paraules d'un antic militar que va formar part d'aquests grups, «això només són sigles, noms que van sortint i que es van utilitzant conforme es necessita». La tutela dels atemptats la tenien agents del servei secret SECED (Servei Central de Documentació), amb diners i mans lliures per a actuar al marge de la llei.
Com a conseqüència de les seves accions van resultar mortes unes 40 persones i 70 ferits, des de militants d'ETA fins a advocats laboralistes d'esquerres (la «matança d'Atocha») i ciutadans que no tenien cap relació amb la política, en unes 140 accions al País Basc i Navarra, i unes 40 a Iparralde. Estaven constituïts per elements civils, policies i militars, tots ells afectes al règim anterior. Els grups van tenir vincles més o menys estrets amb organitzacions armades neofeixistes europees i americanes i també amb grups dretans legals com Fuerza Nueva, a qui van acabar desacreditant. El seu objectiu era eliminar a qui consideraven «enemics de la Pàtria» i contribuir a la desestabilització de la naixent democràcia. De manera que aquesta va ser consolidant-se, i amb la detenció el 4 de març de 1981 d'Ignacio María Iturbide Alcain i Ladislao Zabala Solchaga, net del general feixista José Solchaga y Zala, responsables de la majoria de les morts en accions de grups parapolicials comeses a finals de la dècada de 1970 i els primers anys de la dècada de 1980, i el fallit cop d'estat del 23-F, van anar esmorteint-se fins a desaparèixer en 1982. Iturbide i Zabala havien actuat amb total impunitat fins que la pressió al carrer va ser tan gran que van ser detinguts i condemnats a 231 anys de presó, complint-ne entre deu i onze.
Hom creu que molts dels antics militants de la violència ultradretana van ser utilitzats per a constituir els primers Grups Antiterroristes d'Alliberament (GAL). Tots aquests grups van contribuir a reforçar en gran manera a ETA, donant-li arguments per a la seva idea de «guerra entre Euskadi i Espanya» davant les seves bases. És curiós observar que moltes de les víctimes de la violència ultradretana pertanyien als sectors més moderats dels seus respectius grups o eren els únics que sabien alguna cosa important (com el cas d'Argala, l'únic etarra a veure la cara a l'«home de la gavardina blanca» que li va lliurar els horaris i rutes de l'almirall Luis Carrero Blanco en la cafeteria de l'Hotel Mindanao de Madrid). Això reforça la tesi que aquests grups van estar estretament vinculats amb persones dintre de l'estructura de l'Estat que desitjaven dinamitar la Transició o tenien alguna cosa que amagar.

## Accions reivindicades
- 23 de gener de 1977: assassinat de l'estudiant Arturo Ruiz García a Madrid (AAA).[7]
- 24 de gener de 1977: matança del carrer d'Atocha de Madrid. Cinc advocats laboralistes pròxims a Comissions Obreres resulten morts i quatre més ferits.[7] Reivindica la AAA. Es deté a militants neofeixistes i quadres de l'antic sindicat vertical franquista vinculats amb Fuerza Nueva.
- Maig de 1978: assassinat a Irun de Martín Merkelanz, suposadament vinculat a ETA. Reivindica el BVE.
- 6 de maig de 1979: segrest i assassinat de José Ramón Ansa Echevarria, militant d'ETA, a Andoain. Reivindica la AAA.
- 2 d'agost de 1979: assassinat a la platja d'Anglet (França) de Juan J. Lopetegui Carrasco, militant d'ETA. Reivindica el BVE.
- 2 de febrer de 1980: assassinat a Madrid de Yolanda González Martín, dirigent sindicalista estudiantil i militant del Partit Socialista dels Treballadors.[8] Reivindica el BVE. Són detingudes persones pròximes a Fuerza Nueva, un d'ells policia nacional.
- 19 d'abril de 1980: assassinat a Hernani de Felipe Zagarna Ormazábal, militant d'Herri Batasuna. Reivindica el BVE.

## Accions atribuïdes a la violència ultradretana
- 6 de març de 1976: Atemptat a Donibane Lohizune contra el membre d'ETA Tomás Pérez Revilla i la seva esposa, en el qual ambdós van resultar ferits.
- 5 d'octubre de 1975: assassinat de l'industrial Iñaki Etxabe Orobengoa a Biscaia. Sense atribució específica.
- 9 de maig de 1976: Fets de Montejurra. Dos militants carlins d'esquerres seguidors de Carles Hug moren assassinats durant el romiatge anual de Montejurra. Ningú reivindica l'acció, però es deté a neofeixistes italians i Guerrilleros de Cristo Rey.[7]
- 20 de setembre de 1977: esclata en la redacció de la revista El Papus a Barcelona, una bomba atribuïda a la AAA. Mor, el conserge Juan Peñalver Sandoval, i resulten ferides 17 persones més.
- 7 d'octubre de 1977: assassinat del taxista David Salvador Bernardo a Hernani. Atribuït a la AAA.
- 2 de juliol de 1978: assassinat de Rosario Arregui Letamendi, esposa d'un militant d'ETA, a Donibane Lohizune (França). Atribuït a la AAA.
- 5 d'agost de 1978: atemptat contra Antonio Cubillo, dirigent del MPAIAC, a Alger, atribuït a membres dels serveis secrets espanyols.
- 21 de desembre de 1978: assassinat de José Miguel Beñarán, «Argala», militant d'ETA, a Anglet (França). Es va acusar Carlos Gastón, del BVE.[9]
- 12 de maig de 1979: Assassinat del policia Peru Lañarraga Juaristi, suposat col·laborador d'ETA, a Baiona (França). Atribuït al BVE.
- 25 de juny de 1979: assassinat a Baiona (França) d'Enrique Gomez Álvarez, militant d'ETA. Atribuït al BVE.
- 28 de juny de 1979: assassinat a París (França) dels suposats membres del GRAPO F. Martín Eizaguirre i Aurelio Fernández. Atribuït al BVE.
- 13 de setembre de 1979: assassinat a Biarritz (França) de Justo Elizarán Sarasola, militant d'ETA.
- 28 de setembre de 1979: assassinat a Astigarraga de Tomás Alba Irazusta, regidor d'Herri Batasuna. Atribuït al BVE.
- 15 de gener de 1980: assassinat a Lezo, (Guipúscoa) de Carlos Saldise Curta, membre de Gestoras Pro Amnistia. Atribuït al GAE.
- 2 de febrer de 1980: assassinat a Eibar de Jesús Mª Zubikaray Badiola, militant d'Euskadiko Ezkerra. Atribuït al BVE.
- 1 de maig de 1980: assassinat a Madrid d'Arturo Pajuelo Ros. Dirigent de l'associació de veïns d'Orcasitas i de la Coordinadora de Barris en Remodelació, té una placa a manera de carrer en la Federació Regional d'Associacions de Veïns de Madrid. El seu assassinat va ser comès pel grup primera línia de Falange Española de las JONS.[8]
- 6 de maig assassinat en el Bar San Bao de Ciudad Lineal (Madrid) de Juan Carlos García Pérez, va ser comès pels mateixos d'Arturo Pajuelo Ros. El juliol del 1983 van ser jutjats i condemnats a penes mínimes; els assassins estan fugits.[8]
- 8 o 11 de maig de 1980: assassinat a Sant Sebastià de l'estudianta Maria José Bravo del Valle. Atribuït al BVE.
- 30 d'agost de 1980: assassinat a Ondarroa d'Angel Etxaniz Olabarría, militant d'Herri Batasuna. Atribuït al BVE.
- 7 de setembre de 1980: assassinat a Hernani de Miguel Mª Arbelaiz i Luis Mª Elizondo, militants d'Herri Batasuna. Atribuït al BVE.
- 14 de novembre de 1980: assassinat a Caracas (Veneçuela) dels militants d'ETA Esperanza Arana i Joaquín Alfonso Etxeberría. Atribuït al BVE.
- 14 de novembre de 1980: assassinat a Hernani del drapaire Joaquín Antimasbere Escoz, sense vinculació política coneguda. Atribuït al BVE.
- 23 de novembre de 1980: Ametrallament del Bar Hendayais d'Hendaia, on solen reunir-se simpatitzants d'ETA. Moren el treballador José Camio i el jubilat Jean Pierre Aramendi, ambdós sense filiació política coneguda. Deu persones més resulten ferides. Atribuït al BVE.
- 30 de desembre de 1980: assassinat a Biarritz del militant d'ETA José Martín Sagardía Zaldua. Atribuït al BVE.
- 3 de març de 1981: assassinat a Andoain de Francisco Javier Ansa Cincunegui, militant d'Herri Batasuna i germà d'un regidor del Partit Nacionalista Basc. Atribuït al BVE.
- 26 de juny de 1981: assassinat a Hernani d'Antonio Murillo Chacón. Sense atribució específica.